# 新潟県道315号馬下論瀬線
新潟県道315号馬下論瀬線（にいがたけんどう315ごう まおろしろんぜせん）は、新潟県五泉市内を通る一般県道である。

## 概要

### 路線データ
- 起点：新潟県五泉市馬下（国道290号交点）
- 終点：新潟県五泉市論瀬字樋口（新潟県道41号白根安田線交点）

## 地理

### 通過する自治体
- 新潟県五泉市

### 接続する道路
- 国道290号（起点：五泉市馬下、「馬下駐在所」西方）
- 新潟県道41号白根安田線（終点：五泉市論瀬字樋口）

### 周辺
- JR磐越西線 馬下駅
- 国道49号（若松街道）
- 新潟県警察 五泉警察署 馬下駐在所
- 五泉市立巣本小学校
- 馬下郵便局
- 巣本簡易郵便局
- 阿賀野川
- 早出川
- 北越化学工業 安田工場